# Snowboard nos Jogos Olímpicos de Inverno de 2006 - Snowboard cross masculino
A competição de snowboard cross masculina de snowboard nos Jogos Olímpicos de Inverno de 2006 foi disputado no dia 16 de fevereiro.

## Medalhistas
| Ouro   | USA Seth Wescott       |
| Prata  | SVK Radoslav Židek     |
| Bronze | FRA Paul-Henri Delerue |

## Primeira fase
| Pos. | Nome                         | Total   | Dif    | 1ª Rodada | Pos. | 2ª Rodada | Pos. | Nº |
| ---- | ---------------------------- | ------- | ------ | --------- | ---- | --------- | ---- | -- |
| 1    | CAN Drew Neilson             | 1:19.93 |        | 1:22.74   | 4    | 1:19.93   | 1    | 5  |
| 2    | SUI Marco Huser              | 1:20.26 | +0.33s | 1:22.39   | 2    | 1:20.26   | 2    | 10 |
| 3    | USA Seth Wescott             | 1:20.69 | +0.76s | 1:22.82   | 5    | 1:20.69   | 3    | 2  |
| 4    | ITA Tommaso Tagliaferri      | 1:20.93 | +1.00s | 1:23.03   | 9    | 1:20.93   | 4    | 27 |
| 5    | FRA Xavier Delerue           | 1:20.97 | +1.04s | 1:23.42   | 14   | 1:20.97   | 5    | 12 |
| 6    | AUT Dieter Krassnig          | 1:21.00 | +1.07s | 1:24.01   | 21   | 1:21.00   | 6    | 22 |
| 7    | USA Nate Holland             | 1:21.03 | +1.10s | 1:22.71   | 3    | 1:21.03   | 7    | 4  |
| 8    | ESP Jordi Font               | 1:21.18 | +1.25s | 1:22.35   | 1    | 1:21.18   | 8    | 31 |
| 9    | SVK Radoslav Zidek           | 1:21.19 | +1.26s | 1:30.91   | 36   | 1:21.19   | 9    | 19 |
| 10   | FRA Paul-Henri Delerue       | 1:21.21 | +1.28s | 1:23.00   | 8    | 1:21.21   | 10   | 16 |
| 11   | AUT Lukas Gruener            | 1:21.28 | +1.35s | 1:23.05   | 10   | 1:21.28   | 11   | 3  |
| 12   | AUS Damon Hayler             | 1:21.51 | +1.58s | 1:24.79   | 28   | 1:21.51   | 12   | 17 |
| 13   | POL Mateusz Ligocki          | 1:21.81 | +1.88s | 1:23.35   | 13   | 1:21.81   | 13   | 24 |
| 14   | SWE Jonte Grundelius         | 1:21.85 | +1.92s | 1:24.53   | 26   | 1:21.85   | 14   | 28 |
| 15   | USA Jason R. Smith           | 1:21.98 | +2.05s | 1:23.65   | 15   | 1:21.98   | 15   | 14 |
| 16   | POL Rafal Skarbek-Malczewski | 1:22.07 | +2.14s | 1:24.70   | 27   | 1:22.07   | 16   | 32 |
| 17   | AUT Hans Joerg Unterrainer   | 1:22.10 | +2.17s | 1:23.32   | 12   | 1:22.10   | 17   | 26 |
| 18   | CAN Tom Velisek              | 1:22.12 | +2.19s | 1:22.83   | 6    | 1:22.12   | 18   | 13 |
| 19   | ITA Stefano Pozzolini        | 1:22.23 | +2.30s | 1:24.52   | 25   | 1:22.23   | 19   | 21 |
| 20   | CAN Jasey Jay Anderson       | 1:22.27 | +2.34s | 1:24.25   | 22   | 1:22.27   | 20   | 9  |
| 21   | SUI Ueli Kestenholz          | 1:22.32 | +2.39s | 1:23.16   | 11   | 1:22.32   | 21   | 6  |
| 22   | ITA Alberto Schiavon         | 1:22.38 | +2.45s | 1:24.84   | 30   | 1:22.38   | 22   | 7  |
| 23   | GER Michael Layer            | 1:22.43 | +2.50s | 1:23.92   | 19   | 1:22.43   | 23   | 18 |
| 24   | SWE Mattias Blomberg         | 1:22.48 | +2.55s | 1:23.98   | 20   | 1:22.48   | 24   | 29 |
| 25   | FRA Sylvain Duclos           | 1:22.55 | +2.62s | 1:23.85   | 18   | 1:22.55   | 25   | 11 |
| 26   | AUT Mario Fuchs              | 1:22.60 | +2.67s | 1:24.82   | 29   | 1:22.60   | 26   | 1  |
| 27   | JPN Itaru Chimura            | 1:22.83 | +2.90s | 1:25.86   | 32   | 1:22.83   | 27   | 36 |
| 28   | CZE Michal Novotny           | 1:22.92 | +2.99s | 1:22.92   | 7    | 1:23.68   | 34   | 34 |
| 29   | USA Graham Watanabe          | 1:22.98 | +3.05s | 1:24.85   | 31   | 1:22.98   | 28   | 23 |
| 30   | CAN Francois Boivin          | 1:23.17 | +3.24s | 1:23.74   | 16   | 1:23.17   | 29   | 15 |
| 31   | GER David Speiser            | 1:23.38 | +3.45s | 1:24.28   | 24   | 1:23.38   | 30   | 20 |
| 31   | SWE Jonatan Johansson        | 1:23.38 | +3.45s | 1:26.72   | 34   | 1:23.38   | 30   | 35 |
| 33   | ITA Simone Malusa            | 1:23.53 | +3.60s | 1:24.27   | 23   | 1:23.53   | 32   | 30 |
| 34   | ESP Ibon Idigoras            | 1:23.56 | +3.63s | 1:23.80   | 17   | 1:23.56   | 33   | 33 |
| 35   | FRA Pierre Vaultier          | 1:23.75 | +3.82s | 1:27.61   | 35   | 1:23.75   | 35   | 8  |
| 36   | GER Alex Kupprion            | 1:24.66 | +4.73s | 1:26.22   | 33   | 1:24.66   | 36   | 25 |

## Oitavas-de-finais
| Pos. | Nome                         | PQ |
| ---- | ---------------------------- | -- |
| 1    | AUT Hans Joerg Unterrainer   | 17 |
| 2    | SWE Jonatan Johansson        | 32 |
| 3    | CAN Drew Neilson             | 1  |
| 4    | POL Rafal Skarbek-Malczewski | 16 |

| Pos. | Nome                 | PQ |
| ---- | -------------------- | -- |
| 1    | SVK Radoslav Zidek   | 9  |
| 2    | ESP Jordi Font       | 8  |
| 3    | SWE Mattias Blomberg | 24 |
| 4    | FRA Sylvain Duclos   | 25 |

| Pos. | Nome                | PQ |
| ---- | ------------------- | -- |
| 1    | AUS Damon Hayler    | 12 |
| 2    | USA Michal Novotny  | 28 |
| 3    | FRA Xavier Delerue  | 5  |
| 4    | SUI Ueli Kestenholz | 21 |

| Pos. | Nome                    | PQ |
| ---- | ----------------------- | -- |
| 1    | CAN Jasey Jay Anderson  | 20 |
| 2    | ITA Tommaso Tagliaferri | 4  |
| 3    | USA Graham Watanabe     | 29 |
| 4    | POL Mateusz Ligocki     | 13 |

| Pos. | Nome                  | PQ |
| ---- | --------------------- | -- |
| 1    | USA Seth Wescott      | 3  |
| 2    | CAN Francois Boivin   | 30 |
| 3    | ITA Stefano Pozzolini | 19 |
| 4    | SWE Jonte Grundelius  | 14 |

| Pos. | Nome                 | PQ |
| ---- | -------------------- | -- |
| 1    | AUT Dieter Krassnig  | 6  |
| 2    | JPN Itaru Chimura    | 27 |
| 3    | ITA Alberto Schiavon | 22 |
| 4    | AUT Lukas Gruener    | 11 |

| Pos. | Nome                   | PQ |
| ---- | ---------------------- | -- |
| 1    | USA Nate Holland       | 7  |
| 2    | FRA Paul-Henri Delerue | 10 |
| 3    | AUT Mario Fuchs        | 26 |
| 4    | GER Michael Layer      | 23 |

| Pos. | Nome               | PQ |
| ---- | ------------------ | -- |
| 1    | USA Jason R. Smith | 15 |
| 2    | SUI Marco Huser    | 2  |
| 3    | CAN Tom Velisek    | 18 |
| 4    | GER David Speiser  | 31 |

## Quartas-de-finais
| Pos. | Nome                       | PQ |
| ---- | -------------------------- | -- |
| 1    | SVK Radoslav Zidek         | 9  |
| 2    | ESP Jordi Font             | 8  |
| 3    | SWE Jonatan Johansson      | 32 |
| 4    | AUT Hans Joerg Unterrainer | 17 |

| Pos. | Nome                    | PQ |
| ---- | ----------------------- | -- |
| 1    | CAN Jasey Jay Anderson  | 20 |
| 2    | AUS Damon Hayler        | 12 |
| 3    | ITA Tommaso Tagliaferri | 4  |
| 4    | USA Michal Novotny      | 28 |

| Pos. | Nome                | PQ |
| ---- | ------------------- | -- |
| 1    | USA Seth Wescott    | 3  |
| 2    | AUT Dieter Krassnig | 6  |
| 3    | CAN Francois Boivin | 30 |
| 4    | JPN Itaru Chimura   | 27 |

| Pos. | Nome                   | PQ |
| ---- | ---------------------- | -- |
| 1    | USA Jason R. Smith     | 15 |
| 2    | FRA Paul-Henri Delerue | 10 |
| 3    | SUI Marco Huser        | 2  |
| 4    | USA Nate Holland       | 7  |

## Semifinais
| Pos. | Nome                   | PQ |
| ---- | ---------------------- | -- |
| 1    | SVK Radoslav Zidek     | 9  |
| 2    | ESP Jordi Font         | 8  |
| 3    | AUS Damon Hayler       | 12 |
| 4    | CAN Jasey Jay Anderson | 20 |

| Pos. | Nome                   | PQ |
| ---- | ---------------------- | -- |
| 1    | FRA Paul-Henri Delerue | 10 |
| 2    | USA Seth Wescott       | 3  |
| 3    | USA Jason R. Smith     | 15 |
| 4    | AUT Dieter Krassnig    | 6  |

## Disputa da 13ª-16ª posição
| Pos. | Nome                       | PQ |
| ---- | -------------------------- | -- |
| 13   | CZE Michal Novotny         | 28 |
| 14   | USA Nate Holland           | 7  |
| 15   | AUT Hans Joerg Unterrainer | 17 |
| 16   | JPN Itaru Chimura          | 27 |

## Disputa da 9ª-12ª posição
| Pos. | Nome                    | PQ |
| ---- | ----------------------- | -- |
| 9    | SUI Marco Huser         | 2  |
| 10   | CAN Francois Boivin     | 30 |
| 11   | ITA Tommaso Tagliaferri | 4  |
| 12   | SWE Jonatan Johansson   | 32 |

## Disputa da 5ª-8ª posição
| Pos. | Nome                   | PQ |
| ---- | ---------------------- | -- |
| 5    | CAN Jasey Jay Anderson | 20 |
| 6    | USA Jason R. Smith     | 15 |
| 7    | AUS Damon Hayler       | 12 |
| 8    | AUT Dieter Krassnig    | 6  |

## Final
| Pos. | Nome                   | PQ |
| ---- | ---------------------- | -- |
|      | USA Seth Wescott       | 3  |
|      | SVK Radoslav Zidek     | 9  |
|      | FRA Paul-Henri Delerue | 10 |
| 4    | ESP Jordi Font         | 8  |

Legenda
| Recorde mundial      | Recorde mundial (World record)               |                       | Recorde africano                      | Recorde africano (African) |                                           | Q | Classificado por posição (Qualified) |
| Recorde olímpico     | Recorde olímpico (Olympic record)            | Recorde da América    | Recorde da América (Americas)         | q                          | Classificado por melhor tempo (Qualified) |   |                                      |
| Melhor marca do ano  | Melhor marca do ano (World leading)          | Recorde asiático      | Recorde asiático (Asian)              | DNS                        | Não largou (Did not start)                |   |                                      |
| Recorde nacional     | Recorde nacional (National record)           | Recorde europeu       | Recorde europeu (European)            | DNF                        | Não terminou (Did not finish)             |   |                                      |
| Recorde pessoal      | Recorde pessoal do atleta (Personal best)    | Recorde da Oceania    | Recorde da Oceania (Oceania)          | DSQ / DQ                   | Desclassificado (Disqualified)            |   |                                      |
| Recorde da temporada | Recorde da temporada do atleta (Season best) | Recorde sul-americano | Recorde sul-americano (South America) | NM                         | Sem marca (No mark)                       |   |                                      |